# Dabbahu
Dabbahu  är en vulkan i Etiopien. Den ligger i den norra delen av landet, 400 km norr om huvudstaden Addis Abeba. Toppen på Dabbahu  är 1 442 meter över havet.
Terrängen runt Dabbahu  är huvudsakligen kuperad. Dabbahu  är den högsta punkten i trakten. Runt Dabbahu  är det ganska tätbefolkat, med 65 invånare per kvadratkilometer. Det finns inga samhällen i närheten. Trakten runt Dabbahu  består i huvudsak av gräsmarker.